# Rio de Janeiro (bang)
Rio de Janeiro là một bang ở phía đông Brasil, giáp Đại Tây Dương về phía đông, phía nam giáp bang São Paulo còn phía tây còn bắc là các bang Minas Gerais và Espírito Santo. Rio de Janeiro có địa hình phong phú với các vùng đồng bằng thấp ven biển và các vùng núi non lởm chởm. Các dãy núi Serra da Mantiqueira và Serra do Mar tạo thành ranh giới của bang ở phía tây và phía nam. Đỉnh cao nhất của bang này là Agulhas Negras với độ cao 2787 m, gần biên giới với Minas Gerais. Sông quan trọng nhất là Paraíba do Sul cung cấp đường thủy vào nội địa trong thế kỷ 19.
Phần lớn hoạt động kinh tế của bang này nằm ở các đô thị, đặc biệt là thành phố Rio de Janeiro, thủ phủ bang. Các ngành kinh tế quan trọng của bang này có: khu tổ hợp sắt thép tại Volta Redonda; các ngành dệt, điện tử, chế biến thực phẩm ở Rio de Janeiro; lọc hóa dầu, đóng tàu ở Baixada Fluminense. Dù có diện tích khá nhỏ so với các bang khác, mật độ dân số cao, bang Rio de Janeiro cũng là một bang sản xuất nông nghiệp quan trọng. Các nông sản chính có: mía đường, chuối, lúa gạo, cam. Cà phê được trồng ở thung lũng Paraíba do Sul. Ngành du lịch cũng đóng vai trò quan trọng, đặc biệt là ở thành phố Rio de Janeiro, một thành phố có các bãi tắm Copacabana và Ipanema và Pão de Açúcar, núi Corcovado. Lễ hội là hoạt động thường xuyên ở bang này, thu hút du khách. Rio de Janeiro là cảng xếp thứ 2 ở Brasil sau Santos. Bang này có sân bay quốc tế ở thủ phủ bang. Có nhiều tuyến đường sắt, đường bộ kết nối bang Rio de Janeiro với các bang và thành phố khác của Brasil.
Các thành phố lớn ở đây có: Campo Grande, Campos, Duque de Caxias, Niterói, Nova Iguaçu, và Petrópolis. Bang này có nhiều trường đại học lớn liên bang, phần lớn nằm ở thành phố Rio de Janeiro. 
Nhà hàng hải Italia Amerigo Vespucci đã đến khu vực ngày nay là bang Rio de Janeiro vào năm 1503, một phần của các chuyến thám hiểm của Bồ Đào Nha và nhầm vịnh Guanabara là một cửa sông nên ông đã đặt tên nó là Rio de Janeiro (tiếng Bồ Đào Nha có nghĩa là "Sông tháng 1") một tháng sau khi đến nơi này. Một khu định cư sau này thành thành phố Rio de Janeiro đã được thành lập ở vịnh này vào năm 1555. Bang này được lập sau khi Brasil độc lập năm 1889, bang này lấy tên theo tên thành phố. Rio de Janeiro đã làm thủ đô của Brasil cho đến thập niên 1950, khi thủ đô được dời vào bên trong nội địa ở Brasília.